# Lionel Duval
Pour les articles homonymes, voir Duval.
Lionel Duval, né le 11 février 1933 à Bromptonville en Estrie  au Canada et mort le 30 septembre 2016 à Boucherville, est un journaliste sportif québécois. 

## Biographie

### Études
Lionel Duval a commencé ses études au Collège Sacré-Cœur de Bromptonville, dirigé par les Frères du Sacré-Cœur, puis, sa famille ayant déménagé à Hull, à l'école Larocque où il fait partie de la classe de M. Dompierre. Quelques jours plus tard, Lionel Duval demande à son père un transfert d'école; il entre alors à l'école Sainte-Bernadette, gérée par les Clercs de Saint-Viateur. Enfin, il est admis à l'École Supérieure dans laquelle il complète sa formation académique. Après trois ans à cette école Lionel devient commandant du corps de cadets de l'armée. De plus, il écrivait des articles dans le journal de l'école. À l'époque se déroulaient des parties de hockey entre les frères et les élèves. À l'École supérieure, Lionel a son premier contact avec la radio. C'est à CKCH, une station radio de Hull dirigée par les frères Oblats que Lionel Duval fait ses premières armes dans le journalisme : l'actualité policière.

### Carrière
En 1949, Henri Bergeron nouvelliste, animateur d'émissions et figure de proue de la francophonie canadienne, devint directeur des programmes à CKCH. Il exerce une profonde influence sur Lionel Duval. La station CKCH fut aussi une école pour de nombreuses étoiles montantes de la radio tel que : Lizette Gervais, Colette Devlin, Pierre Dufresne, Estelle Caron, Pierre Dufault et bien d'autres. En ce temps-là, le cours de journalisme n'existait pas comme tel; le journaliste néophyte apprenait son métier sur le tas.
La transition entre la radio et la télévision ne pose pas de problème à Duval. Au début des années 1960, il est embauché pour une période de quatre ans à la télévision de Radio-Canada à Ottawa et ce, comme lecteur de nouvelles sportives et comme recherchistes d'émissions.
En 1964, l'agence MacLaren engage Duval pour l'intégrer à l'équipe de La Soirée du hockey à titre d'animateur, de présentateur et d'interviewer et ce, à Radio-Canada à Montréal. Un jour, la direction de Radio-Canada lui demande de remplacer René Lecavalier pour décrire un match de demi-finale de la Coupe Stanley opposant les Maple Leafs de Toronto et les Red Wings de Détroit. L'équipe formée entre autres de Lionel Duval, René Lecavalier, Richard Garneau et Gilles Tremblay fait de La Soirée du hockey un grand succès.
Le premier bulletin de nouvelles de Duval remonte aux Jeux olympiques de Tokyo. Lionel Duval avait comme collègues Gaétan Barette, Jean-Paul Nolet et Miville Couture.
En ce temps là, les commentateurs sportifs devaient voyager par train et plus tard par avion avec l'équipe de hockey à laquelle ils étaient attachés. Ce n'était pas toujours facile et Lionel Duval eut à vivre des situations inattendues :  wagon de train se détachant de la locomotive et retard de l'avion dû à une mauvaise température ou à une route achalandée pour diverses raisons.
Au cours de sa carrière, Lionel Duval a côtoyé des figures marquantes des Canadiens de Montréal tels que l'entraîneur Toe Blake et le gérant général Sam Pollock ainsi que des figures légendaires du journalisme sportif canadien comme Foster Hewitt et Bob Cole. Il a couvert nombre de Jeux olympiques en compagnie de ses collègues du Service des sports tels Richard Garneau et Jean-Maurice Bailly.
En 1990, Lionel Duval gagne un prix MétroStar dans la catégorie meilleur animateur sportif. Il était en compétition avec Richard Garneau, Paul Houde et Jean Pagé. Duval reçoit de chaleureuses félicitations de la part de sa famille mais aussi du grand public, démontrant encore une fois l'attachement et la gentillesse qu'ont les gens à son endroit.

### La retraite
En 1993, après 32 ans à l'emploi à la Société Radio-Canada et totalisant 40 ans dans le monde du journalisme sportif, Lionel Duval prend sa retraite. Il est sollicité pour collaborer à des réclames publicitaires. Ainsi, il a tourné avec l'humoriste Claude Meunier une publicité pour Pepsi-Cola qui a eu un grand succès dans le monde publicitaire québécois,.

## Vie privée
Louis et Laura Duval, les parents de Lionel Duval, eurent huit enfants (5 garçons et 3 filles). Lionel fut le septième enfant de cette fratrie. Le 18 septembre 1954, Lionel Duval épouse Françoise Anderson à l'église Saint-Joseph de Hull. Ils eurent trois fils : François, Jacques et Yves, qui leur donnèrent quatre petits-enfants : Stéphanie, Maxime, Mila et Arnaud, et une arrière-petite-fille, Chloé.

## Distinction
- MétroStar 1990 dans la catégorie meilleur animateur sportif.

## Sources
- Luc Bertrand, Lionel Duval : revoyons les faits saillants, Montréal, TVA éditions, 2001, 191 p. (ISBN 978-2-89562-040-2, présentation en ligne).